# Арчи против Хищника II
«Арчи против Хищника II» (англ. Archie vs. Predator II) — ограниченная серия комиксов, состоящая из 5 выпусков, которую в 2019—2020 годах издавали компании Dark Horse Comics и Archie Comics. Является продолжение серии «Арчи против Хищника» 2015 года.

## Синопсис
Бетти и Вероника пытаются изменить прошлое, в котором их друзья погибли. Они оказываются в Ривердейле в альтернативной вселенной, где их друзья всё ещё живы и собираются отправиться на вечеринку в честь Хэллоуина. Дилтон в костюме Хищника объявляет, что нашёл способ подключиться к альтернативным реальностям, но когда он активирует устройство в своём шлеме, множество Хищников перехватывают сигнал и отслеживают его до Земли.

### Выпуски
| № | Дата выхода      | Оценка на Comic Book Roundup    | Предполагаемый объём продаж (первый месяц) |
| - | ---------------- | ------------------------------- | ------------------------------------------ |
| 1 | 24 июля 2019     | 7,5 из 10 на основе 12 рецензий | 17 654, позиция в Северной Америке — 137   |
| 2 | 18 сентября 2019 | 6 из 10 на основе 4 рецензий    | 10 626, позиция в Северной Америке — 185   |
| 3 | 23 октября 2019  | 8,2 из 10 на основе 2 рецензий  | 8 685, позиция в Северной Америке — 252    |
| 4 | 4 декабря 2019   | 10 из 10 на основе 1 рецензии   | 8 302, позиция в Северной Америке — 212    |
| 5 | 22 января 2020   | 8,2 из 10 на основе 2 рецензий  | 7 050, позиция в Северной Америке — 236    |

### Сборники
| Название               | Тип            | Дата выхода    | Собранный материал          | Кол-во страниц | ISBN                      |
| ---------------------- | -------------- | -------------- | --------------------------- | -------------- | ------------------------- |
| Archie vs. Predator II | Мягкая обложка | 15 апреля 2020 | Archie vs. Predator II #1-5 | 144            | 9781645769835, 1645769836 |

## Отзывы
На сайте Comic Book Roundup серия имеет оценку 8 из 10 на основе 21 рецензии. Оливер Сава из The A.V. Club дал третьему выпуску оценку «B+» и написал, что «Де Кампи, по сути, относится к этому комиксу как к фанфику». Чейз Магнетт из ComicBook.com, обозревая первый выпуск, в целом положительно отнёсся к нему. Оскар Малтби из Newsarama дал первому выпуску 7 баллов из 10 и отметил, что он «творческий и атмосферный». Криста Харадер из Multiversity Comics поставила дебюту такую же оценку и посчитала, что он «имеет несколько художественных проблем, но достигает своей цели — открывает то, что должно быть занимательной второй аркой». На сайте Comic Watch первый выпуску получил оценку 7,8 из 10. В конце рецензии было отмечено, что второй том сильно отличается от первой серии комиксов, но «сохраняет тот же фактор удовольствия».